# Quilticohyla acrochorda
A Quilticohyla acrochorda a kétéltűek (Amphibia) osztályának békák (Anura) rendjébe, a levelibéka-félék (Hylidae) családjába, a Hylinae alcsaládba tartozó faj.

## Előfordulása
A faj Mexikó endemikus faja. Természetes élőhelye szubtrópusi vagy trópusi nedves hegyvidéki erdők és folyók. 

## Természetvédelmi helyzete
A vörös lista a súlyosan veszélyeztetett fajok között tartja nyilván.